# Gilles Bernheim
Pour les articles homonymes, voir Bernheim.
Gilles Uriel Bernheim, né le 30 mai 1952 à Aix-les-Bains, est un rabbin français.
Rabbin des étudiants, aumônier des hôpitaux puis rabbin de la grande synagogue de Paris, il  devient grand-rabbin de France à partir du 1er janvier 2009. Forcé de reconnaître que son œuvre comprend des plagiats et qu’il n’a pas, comme il l'avait laissé entendre, obtenu l'agrégation de philosophie, Gilles Bernheim annonce sa « mise en congé » le 11 avril 2013.
Tenant d’un judaïsme orthodoxe ouvert sur le monde moderne, auteur prolifique, il obtient un important écho au sein de sa communauté et en dehors d’elle, participant à des débats de société comme la question de l’abattage rituel en France et le mariage pour tous.
À la fin de l'année 2020, il annonce faire son alyah, c'est-à-dire émigrer vers Israël.

## Éléments biographiques

### Jeunesse
Gilles Bernheim naît à Aix-les-Bains dans une famille juive alsacienne originaire d'Europe de l'Est. Enfant, il veut être coureur cycliste. Il enfourche son vélo de course tous les soirs après l'école et part s'époumoner sur les routes de Savoie. Ses parents lui disent : « Coureur cycliste, ce n'est pas un métier pour un juif, tu n'auras pas le temps de lire ! »
Ses parents se fiancent en juin 1946 à Strasbourg, le mariage ayant lieu en septembre 1946, dans la même ville. Son père est Pierre Bernheim, né le 4 mai 1905 à Colmar et mort le 25 septembre 1966 à Aix-les-Bains d'un cancer du colon, commerçant en bois. Sa mère est Berthe (Blime), née Klein, née le 27 avril 1913 à Strasbourg et morte le 18 mai 2004 à Strasbourg, professeur de mathématiques. Elle est une ancienne condisciple d'Antoinette Gluck.
Il perd son père, Pierre Bernheim, à l'âge de quatorze ans. À Aix-les-Bains, Gilles Bernheim et son frère sont scolarisés dans l'enseignement public. Il y suit les cours le samedi, les bras croisés afin de respecter le chabbat. La Loi juive interdit d'écrire ou de transporter des objets en ce jour. À la fin de la classe de seconde, il part en Israël, où il étudie dans une yeshiva de Netivot, dans le Néguev. Il étudie ensuite, à l'âge de 24 ans, dans un kollel (école talmudique pour hommes mariés) à Jérusalem. Après la mort de son père, la famille s’installe à Strasbourg. C’est un bon élève : il est « excellent mais rêveur et timide en classe », se souvient son professeur de philosophie Armand Abécassis.
Gilles monte à Paris. Il se plonge dans ses livres à en rater les stations de métro, fera à la fois l'école rabbinique de la rue Vauquelin et philosophie à la Sorbonne. Son objectif est de devenir rabbin et d’obtenir l'agrégation de philosophie, parce que ce mélange religieux et laïc correspond à ses convictions. Avant de devenir rabbin (diplômé du Séminaire israélite de France, et complété sa formation en Israël auprès d'un grand maître orthodoxe de tradition lituanienne), Gilles Bernheim participe activement au mouvement de jeunesse Yechouroun (où il est moniteur et animateur de séjours de vacances), sous la direction de Henri Ackermann et de Liliane Ackermann. Il y fréquente aussi Théo et Edith Klein.

### Famille
Il rencontre d'abord une jeune fille, Tania, amie d'enfance dont la jeune sœur s'était noyée en 1968, deux ans après la mort du père de Gilles. Ils sont prêts à se fiancer, mais Tania meurt dix jours avant la cérémonie avec ses parents dans un accident de voiture en 1973. Le frère de Tania sera tué la même année en Israël pendant la guerre de Kippour. La dernière sœur de Tania, seule survivante de la famille, est atteinte d'une leucémie incurable en 1976. Gilles l'apprendra deux jours avant l'ultime oral de son concours d'agrégation de philosophie, où il échouera.
Sa femme, Joëlle Bollack, psychanalyste, est originaire de Mulhouse. Ils se rencontrent en Israël et se marient en 1977. Comme lui, elle est élevée dans la tradition d'implication du judaïsme dans la cité. Ils pratiquent un judaïsme orthodoxe moderne. Elle milite, avec son soutien, pour le droit des femmes à enseigner le Talmud aux femmes. Elle porte la perruque. « Elle est très stricte religieusement, plus encore que lui. C'est une leader. » Elle dirige l'association Études juives au féminin. Leur couple est très uni et sort même renforcé de l'affaire des plagiats (voir infra), selon leur fils Eliya Bernheim, qui a été le chef de cabinet de son père. Ils ont un fils et trois filles établies en Israël.

### Carrière
Il devient rabbin des étudiants en 1977, puis des universitaires (jusqu'en 1996). Il dirige le département Torah et Société du Consistoire de Paris où il poursuit une tâche d'accueil, d'échanges, d'enseignements et de publications centrée sur les grands problèmes de société. Il préside aussi la commission d’éthique médicale au Consistoire de Paris et est vice-président de l’amitié judéo-chrétienne de France.
En 1997, il est nommé à la tête de la synagogue de la Victoire.
En janvier 2008, il publie un ouvrage d'entretiens avec le cardinal Barbarin intitulé Le Rabbin et le Cardinal. Il y met en exergue « la richesse d'un dialogue inter-religieux vigilant et respectueux des identités historiques et contemporaines de chacun ». L'initiative est accueillie favorablement dans les milieux catholiques, alors qu'une voix de rabbin exprime une réaction de réserve dans le judaïsme orthodoxe.
Comme dirigeant spirituel de la communauté juive de France, le grand-rabbin Gilles Bernheim se dit ouvert au monde extérieur : « Si un discours religieux s'adresse à certaines personnes, et qu'il n'est pas audible par d'autres, nous ne sommes pas dans le lien social, mais dans le particularisme. La grandeur d'une religion réside dans sa capacité non pas de conviction, mais de donner à penser à ceux qui ne croient pas en cette tradition ». Par le biais de plaquettes éditées par le département Torah et Société du Consistoire de Paris, il donne son avis sur les questions les plus diverses : la pauvreté, le sida, les handicapés ou, dans un tout autre registre, la relation avec l’islam ou la laïcité.

### Grand-rabbin de France
Lorsqu'il se présente en 1994 à l'élection au grand-rabbinat de France contre le grand-rabbin sortant Joseph Haïm Sitruk, Gilles Bernheim, dans le judaïsme orthodoxe, représente une alternative face au courant ultra-conservateur de la communauté. Après une campagne dure, il échoue en recueillant malgré tout 38 % des voix.
Concernant sa position sur Israël, Gilles Bernheim déclare être depuis toujours un fervent partisan de l'unité du peuple juif et déplore tout ce qui peut nuire à cette unité comme dans sa déclaration de candidature au grand-rabbinat de France.
Le dimanche 3 février 2008, en déplacement à Toulouse pour donner une conférence, il se porte une deuxième fois candidat au poste de grand-rabbin de France,, contre le grand-rabbin sortant Joseph Sitruk.
Le dimanche 22 juin 2008, Gilles Bernheim est élu grand-rabbin de France pour un mandat de sept ans prenant effet le 1er janvier 2009. La cérémonie d'investiture de Gilles Bernheim a eu lieu à la Grande Synagogue de Paris, le dimanche 1er février 2009. Le cardinal Barbarin, archevêque de Lyon, y assiste, au nom du cardinal André Vingt-Trois, président de la Conférence des évêques de France. Gilles Bernheim envisage de faire de l'école rabbinique « un pôle de rayonnement du judaïsme orthodoxe en France ». Il préconise de limiter la durée de fonction de grand-rabbin de France à deux mandats de sept ans ou à un mandat de 10 ans.
Il est nommé chevalier de la Légion d'honneur le 12 avril 2009,. Lors de l'assemblée générale du Consistoire central de France, en juin 2009, le grand-rabbin de France présente les membres de son cabinet : son fils, chef de cabinet, Eliya Bernheim (qui démissionne en mai 2011) ; le grand-rabbin Bruno Fiszon chargé de la Cacherout et de l'Éducation ; le grand-rabbin Haïm Korsia chargé des affaires de société ; le rabbin Betzalel Lévy, chargé des Affaires familiales et religieuses ; le rabbin Moché Lewin, porte-parole chargé de la communication, des médias et des relations internationales ; le grand-rabbin Claude Maman, chargé des derniers devoirs et Dorothy Bénichou Katz, conseillère spéciale chargée des grands événements, (qui démissionne en mai 2011).

## Distinctions
- Chevalier de la Légion d'honneur (2009)

## Prises de position

### Orthodoxie et libéralisme
Gilles Bernheim, une fois élu, rejette la qualification de libéral, en notant que : « Dans le judaïsme, un libéral est quelqu'un qui suit moins qu'un orthodoxe les commandements juifs : ce n'est pas mon cas. » Il souligne que son épouse, une psychanalyste, tout aussi pratiquante que lui, « porte une perruque du matin au soir ».
Gilles Berheim portait jean et pull, la tête coiffée d'une discrète calotte tricotée lorsqu'il était rabbin des étudiants. Depuis 2008, il s'aligne sur ses collègues orthodoxes affichant des tenues sombres et, souvent, un large feutre noir.

### Égalité homme femme
Gilles Bernheim milite pour le droit des femmes juives à l'éducation. Son soutien aux travaux de sa femme Joëlle et à son association est critiqué par ses opposants, notamment les partisans de son prédécesseur Joseph Sitruk.
En 2012, il annonce l'ouverture d'un Bet Hamidrash LaNashim, lieu d'étude où les femmes entre elles peuvent suivre des cours de Talmud, d'exégèse biblique et d'analyse des textes sacrés.
Même grand-rabbin, il a du mal à imposer ce point de vue. Ainsi, en 2012, le jeune rabbin de Neuilly-sur-Seine, Michaël Azoulay, est tancé par le Grand-rabbin de Paris, Michel Gugenheim, puis placé sous surveillance, soupçonné de défaut d'orthodoxie, pour avoir confié un rouleau de la Torah à une assemblée de femmes pieuses désireuses de lire le texte sacré. Gilles Bernheim ne peut protéger Azoulay. Après sa démission, ses avancées risquent d'être remises en cause. « Vous verrez, dans quelques mois ce sera le retour des fanatiques, de ceux qui veulent interdire les études aux femmes. » dit Raphy Marciano, son « directeur de campagne » en 2008.
Il souhaite aussi améliorer l'égalité homme-femme après un divorce juif. Le mariage juif se termine en divorce une fois sur trois comme dans le reste de la France. Il est même plus élevé chez les ultra orthodoxes où existe la pratique du mariage arrangé par les rabbins et les parents. Le divorce arrive alors souvent dès la première année. Or c'est l'homme qui autorise unilatéralement son ex-femme à se remarier : on appelle cela accorder le guett (acte de divorce). Or bon nombre d'époux ultra orthodoxes attendent plusieurs mois voire plusieurs années avant de l'accorder. Les démarches sont d'autant plus difficiles que certains quittent la France pour les États-Unis ou Israël. En 2012, Gilles Bernheim préside un symposium et propose des pénalités journalières tant que l'ex-époux n'a pas accordé le guett, proposition loin de faire l'unanimité.

### Vote Front national
Gilles Bernheim pense qu’un juif ne peut voter Front national (FN).

### Conflit israélo-palestinien
Peu après sa prise de fonctions, il accorde une entrevue au Figaro dans laquelle il déclare à propos de la guerre de Gaza : « Ma compassion, comme celle de tous mes coreligionnaires, s’étend aux populations civiles palestiniennes et je regrette que les guerriers du Hamas soient entrés dans une folie meurtrière qui les dépasse et les broie ».

### Relation avec le catholicisme
Selon le journal Le Monde, «  ses commentaires de la Bible au regard de l'actualité, en revanche, attiraient tous les publics, agaçant les juifs les plus orthodoxes : trop philosophe, pas assez rabbin, trop catholique, pas assez juif. Avoir écrit un ouvrage avec le cardinal Barbarin, avoir été cité par le pape pour son texte sur le mariage homosexuel […] n'avait pas arrangé les affaires de celui qu'on baptisait « le rabbin des cathos », « le rabbin des goys ».  »
Cette ouverture au catholicisme demeure limitée. En 2007 pour un colloque inter-religieux, un groupe composé de personnalités juives, catholiques, protestantes, orthodoxes et musulmanes doit se rendre à la Grande synagogue de Paris puis à la Grande Mosquée de Paris et ensuite à l’église Saint-Sulpice de Paris. Gilles Bernheim accepte dans un premier temps d’entrer dans la mosquée (avant de changer d’avis) mais il refuse de se rendre à l’église « à moins que le curé de Saint-Sulpice n’accepte de recouvrir d’un drap toutes les représentations du Christ », dit-il aux organisateurs, qui sont déçus.

### Shoah
En janvier 2009, il effectue sa première visite pastorale à Toulouse. Il inaugure en compagnie de monseigneur Robert Le Gall, archevêque de Toulouse, une plaque commémorative à la synagogue Palaprat. Cette plaque rend hommage à monseigneur Saliège, archevêque de Toulouse en 1942, opposé à la déportation des Juifs et ayant initié un vaste mouvement de sauvetage des Juifs et permis l'organisation d'un réseau où de nombreux enfants furent cachés dans des couvents ou institutions religieuses.
En décembre 2009, il condamne la proclamation de Pie XII comme vénérable de l'Église catholique par Benoît XVI : « Compte tenu du silence de Pie XII pendant et après la Shoah, je ne veux pas croire que les catholiques voient en Pie XII un exemple de moralité pour l'humanité. J'espère que l'Église renoncera à ce projet de béatification et qu'elle fera ainsi honneur à son message et à ses valeurs . »
Le 25 avril 2010, il est le premier grand-rabbin de France à se rendre à Vichy pour rendre hommage aux déportés et aux Justes. Il dépose une gerbe devant l'hôtel du Parc, siège du régime collaborationniste du maréchal Pétain,,.

### Tunisie
Le 1er mai 2010, Gilles Bernheim se rend en pèlerinage à la synagogue de la Ghriba à Djerba.

### Opposition au PACS et au mariage homosexuel
En 2003, il manifeste son hostilité au PACS homosexuel : « La législation d’une union homosexuelle fraude le sens de la vie, sa direction comme son enjeu. »
En octobre 2012, il prend clairement position contre le mariage homosexuel dans un essai intitulé Mariage homosexuel, homoparentalité et adoption : ce que l’on oublie souvent de dire : « Ce qui pose problème dans la loi envisagée, c’est le préjudice qu’elle causerait à l’ensemble de notre société au seul profit d’une infime minorité, une fois que l’on aurait brouillé de façon irréversible trois choses :
- les généalogies en substituant la parentalité à la paternité et à la maternité,
- le statut de l’enfant, passant de sujet à celui d’un objet auquel chacun aurait droit,
- les identités où la sexuation comme donnée naturelle serait dans l’obligation de s’effacer devant l’orientation exprimée par chacun, au nom d’une lutte contre les inégalités, pervertie en éradication des différences[38]. »

Le pape Benoît XVI cite cet essai dans son discours annuel à la Curie romaine le 21 décembre 2012, évoquant le « traité soigneusement documenté et profondément touchant » du rabbin Bernheim, qui a « montré que l'atteinte à l'authentique forme de la famille, constituée d'un père, d'une mère et d'un enfant — une atteinte à laquelle nous nous trouvons exposés aujourd'hui — parvient à une dimension encore plus profonde,. »
Cet essai est critiqué par le rabbin massorti Yeshaya Dalsace en novembre 2012.
Son attitude déçoit certains juifs laïcs et modérés qui avaient salué son élection, estimant qu'il représentait une tendance plus moderne que celle incarnée pas son prédécesseur. Pour eux, c'est comme s'il y avait eu tromperie.

## Scandales et démission
Interrogé par le philosophe Jean-Clet Martin, Gilles Bernheim reconnaît, le 2 avril 2013, après s’en être défendu (allant même, pendant un temps, jusqu'à prétendre que c'était Jean-François Lyotard qui l'avait plagié, ce dont la veuve du philosophe, Dolorès Lyotard, entendrait demander réparation,), que son livre Quarante méditations juives (éd. Stock, septembre 2011) contient des plagiats de Jean-François Lyotard, de Jean-Marie Domenach, de Jean Grosjean, d’Elie Wiesel, de Charles Dobzynski et peut-être d’autres,,.
Quelques jours plus tard, une enquête dévoile que son nom ne figure pas sur la liste officielle des agrégés du ministère de l'Éducation nationale ; il est accusé d’avoir usurpé ce titre qui est utilisé dans plusieurs ouvrages, sur son site et plusieurs biographies,,. Les affaires de plagiat s’accumulent rapidement, y compris dans son ouvrage avec le cardinal Barbarin et son discours sur le mariage pour tous,,. Un plagiat de Vladimir Jankélévitch (« Quelque part dans l'inachevé ») est également découvert : un texte de Jankélévitch sur l'humour détourné de son sens est appliqué à la venue du Messie.
Gilles Bernheim garde le silence pendant une semaine puis s’exprime le 9 avril sur Radio Shalom, une radio communautaire, et reconnaît la véracité des accusations portées à son encontre concernant les plagiats et son absence d’agrégation ; il dément cependant toute intention frauduleuse ou malhonnête, assurant en outre avoir laissé dire plutôt que faire accroire qu’il était détenteur de ce titre prestigieux qui a fait beaucoup pour son aura dans une société où le représentant d’une foi ne peut prétendre à la même attention que le philosophe. Bien qu’il déclare alors refuser de démissionner, arguant que ce serait « un acte d'orgueil »,,,,, son porte-parole, le rabbin Moché Lewin, annonce dès le lendemain sa propre démission, et un jour plus tard, au terme d’un conseil exceptionnel tenu au Consistoire central, Gilles Bernheim annonce sa mise en congé,,. Ce terme, choisi avec soin par un accord mutuel avec le consistoire, permet à la fois de lui faire quitter sa fonction sans le contredire sur sa volonté de ne pas démissionner et cela préserve son statut au sein du consistoire. Son départ forcé est mis au point au cours de la réunion en tête-à-tête avec Joël Mergui, président du Consistoire central, avant le conseil exceptionnel convoqué pour discuter de son avenir. Joël Mergui ne soutient pas Gilles Bernheim dans l'affaire qui mène à sa démission forcée. Dans l'attente d'une nouvelle élection, l'intérim est assuré par le grand rabbin de Paris, Michel Gugenheim, qui ne soutenait pas Gilles Bernheim, et par le directeur du Séminaire israélite de France, le rabbin Olivier Kaufmann, récemment nommé à ce poste par Gilles Bernheim.
Le 3 mai 2013, un autre plagiat du rabbin est dévoilé par l'hebdomadaire Marianne. Gilles Bernheim a emprunté de nombreux passages d'un récit de Pierre Emmanuel où l'académicien raconte son histoire, caché par des résistants à Dieulefit, dans la Drôme. Dans le texte du rabbin, « Des mots sur l’innommable. Réflexions sur la Shoah », le « Je » du poète devenu académicien est en fait remplacé par « mon père »,.
Ces successives révélations ont eu un fort retentissement dans la communauté juive. Les réactions ont été nombreuses, et si elles étaient partagées dans un premier temps, un consensus s'est finalement formé en faveur de la démission du Grand-rabbin[réf. nécessaire].
Plus tard, il s'est confié sur la raison pour laquelle il a bien préparé le concours de l'agrégation mais sans jamais le passer. En public, il a parlé d'un « drame personnel », d'un « grand malheur dans sa vie » qui l'avait « déboussolé » au moment du concours mais sans en dire plus car « un homme se perd s'il porte son intimité à la lumière » dit-il. À ses proches, il a donné plus de détails mais ceux-ci semblent diverger : tentative de suicide de son frère ou accident de voiture mortel de sa fiancée pendant le concours. À son fils Eliya Bernheim, il raconte « qu'il avait passé les écrits d'un concours — sans préciser lequel — et n'avait pu passer l'oral car la personne avec qui il devait se marier avait eu une maladie très grave et était morte peu après. Il avait dû s'en occuper et était parti aux États-Unis avec elle. »

### Commentaires à la suite des scandales
Le directeur de l'association AMI (Aliyah et Meilleure Intégration) craint « une montée de l'antisémitisme dans le sillage du scandale ».
Serge Golan, spécialiste de la communauté juive française pour l'hebdomadaire ultra-orthodoxe Hamodia, juge que « Dans les milieux orthodoxes, ceux qui lui reprochaient son ouverture et sa vision trop philosophique du judaïsme jugent qu'il a été puni par là où il a péché ».
Claude Askolovitch spécule qu'il a dû démissionner sous la pression du judaïsme orthodoxe : « Bernheim était détesté par les plus réactionnaires de sa communauté, jusque dans le corps rabbinique. Il était, pour ceux-là, le « rabbin des goys » [sic] ».
Sylvie-Anne Goldberg, directrice d'étude de l'EHESS, pressent un repli du Consistoire : « La communauté ultra-orthodoxe veut reprendre la main et elle a toutes les chances d'y arriver maintenant que Bernheim a montré ses faiblesses ».
Cependant, pour Martine Cohen, sociologue chargée d'étude au CNRS, « les deux mouvances vont s'opposer : celle d'un judaïsme moderne et ouvert, dans la lignée de Gilles Bernheim, et celle ultra-orthodoxe, aux positions plus fermées, notamment sur les conversions et la place des femmes. Les deux camps ont autant de chances de l'emporter. »
Jean-Marc Fedida, avocat et essayiste, publie le texte « Pour Gilles Bernheim ».
Le cardinal Barbarin se dit « surpris et triste ». Quant au Vatican, il « continue d'estimer les écrits du rabbin Gilles Bernheim ». « Évidemment, a ajouté le directeur du Bureau de presse du Saint-Siège, cela n’a pas du tout changé, même après les derniers événements ».
La romancière normalienne Éliette Abécassis, fidèle inconditionnelle de Bernheim, craint un retour en arrière « Sans lui, le judaïsme français risque de se recroqueviller sur lui-même ». « Les élections au Consistoire ont lieu à l'automne prochain et la tendance obscurantiste ne cesse de gagner du terrain. »

### Depuis sa démission
En tant que religieux, il n'a pas droit au chômage. Gilles Bernheim négocie ses indemnités avec le Consistoire. « Il a obtenu de quoi tenir en partie jusqu'à ses droits à la retraite avec l'équivalent de son salaire mensuel » (entre 5 000  et   9 000 euros), d'après son avocat, Patrick Klugman.
Depuis 2014, il recommence à enseigner et intervient chaque semaine sur Radio Shalom. À sa première conférence, après sa démission, la synagogue de la Victoire est pleine à craquer. Les gens se lèvent pour l'applaudir, beaucoup viennent l'embrasser. Ses amis le trouvent défait, « la voix fêlée ». Il est dans le déni, considère qu'il a demandé pardon, qu'il n'a pas failli dans ses fonctions rabbiniques, que ce qu'il paie est disproportionné. « Mon urgence est de l'aider à tenir la route et à ne pas s'écrouler » dit son fils Eliya Bernheim.
Le 30 novembre 2020, Gilles Bernheim annonce dans un message vidéo sur son compte Facebook qu’il effectue son Alyah et part avec sa femme s’installer à Jérusalem.

## Ouvrages
- Un rabbin dans la Cité, Calmann-Lévy, 1997.
- Le Souci des autres au fondement de la loi juive, Calmann-Levy, 2002.
- Réponses juives aux défis d'aujourd'hui, Textuel, 2003.
- avec le cardinal Philippe Barbarin, Le Rabbin et le Cardinal : Un dialogue judéo-chrétien d'aujourd'hui, Stock, 2008 (présentation en ligne) — Prix spiritualités d'aujourd'hui 2008.
- N'oublions pas de penser la France, Stock, 2012.

### Internet
- « Mariage homosexuel, homoparentalité et adoption : ce que l’on oublie souvent de dire »

### Conférencier
- Gilles Bernheim, Vidéo : « Tora et modernité » : Juif et Français aujourd'hui, http://www.akadem.org Akadem, février 2010 (lire en ligne)

### Préfacier
- Claude Riveline, Petit Traité pour expliquer le judaïsme aux non-juifs, Paris, Torah et Société, 2000.
- Liliane Ackermann, Essai sur la conversion, Marseille, Éditions l'Arche du Livre, 2006 (ISBN 2-911613-11-2)
- Michael Blum, Bernard et Marianne Picard : Le Combat pour l'éducation juive, Les Lilas, AJ Presse, 2010, 288 p. (ISBN 2-86972-044-0)
- Sandrine Swarc, Les Intellectuels juifs de 1945 à nos jours, Lormont, Le Bord de l'eau, 2013, 250 p. (ISBN 978-2-35687-213-5).